# Souidas tibialis
Souidas tibialis är en spindelart som först beskrevs av James Henry Emerton 1882.  Souidas tibialis ingår i släktet Souidas och familjen täckvävarspindlar. Inga underarter finns listade i Catalogue of Life.